# گوستاوو گومز
گوستاوو رائول گومز پورتیو (اسپانیایی: Gustavo Raúl Gómez Portillo‎؛ زادهٔ ۶ مهٔ ۱۹۹۳) بازیکن فوتبال اهل پاراگوئه است.که در باشگاه فوتبال پالمیراس در پست مدافع بازی می‌کند.